# Greg Raymer
Greg Raymer (Minot, 25 juni 1964) is een professionele pokerspeler uit de Verenigde Staten. Hij won onder meer het Main Event van de World Series of Poker 2004, goed voor een hoofdprijs van $5.000.000,-. Tijdens het spelen draagt hij regelmatig een zonnebril met holografische reptielenogen op de glazen, waaraan hij zijn bijnaam Fossilman dankt.
Raymer verdiende tot en met mei 2021 meer dan $8.000.000,- in pokertoernooien (cashgames niet meegerekend). Tot en met begin 2011 maakte hij deel uit van een door PokerStars gesponsorde groep pokerprofessionals genaamd 'Team PokerStars'. Hij speelt online onder het pseudoniem 'Fossilman'.

## World Series of Poker
Toen Raymer in 2004 het Main Event van de World Series of Poker (WSOP) won, was dat de tweede keer dat hij zich op een WSOP-toernooi in het geld speelde. Drie jaar daarvoor was hij als twaalfde geëindigd in het $1.500 Omaha Hi-Lo Split Eight or Better-toernooi van de WSOP 2001. Na het behalen van zijn officieuze wereldtitel, keerde Raymer in de daaropvolgende jaren regelmatig terug aan het loket waar de organisatie van de World Series of Poker prijzengeld uitbetaalt. Daarbij speelde hij zich op de WSOP van 2005, 2006, 2007 (tweemaal), 2009 en 2011 opnieuw naar finaletafels van toernooien in verschillende disciplines, zoals Texas Hold 'em, 2-7 Draw, 7 Card Stud en 7 Card Stud Eight or Better.

## World Series of Poker-titels
| Jaar                       | Toernooi                                           | Prijs        |
| -------------------------- | -------------------------------------------------- | ------------ |
| World Series of Poker 2004 | $10.000 No Limit Texas Hold 'em World Championship | $5.000.000,- |